# Sarcophaga oitana
Sarcophaga oitana är en tvåvingeart som beskrevs av Hori 1955. Sarcophaga oitana ingår i släktet Sarcophaga och familjen köttflugor. Inga underarter finns listade i Catalogue of Life.